# Либетриде
Либетриде (грч. Νυμφαι Λιβηθριδες, Λειβηθριδες) су у грчкој митологији биле нимфе.

## Етимологија
Њихово име има значење да су са планине Либетрије, где су имале пећину посвећену њима или да су са „влажне земље“. Неки извори указују да је ово алтернативно име за музе, које су добиле по извору Либетра у Тракији. Сервије је њихово име извео од имена песника Либетра.

## Митологија
Либетриде су биле нимфе Најаде са извора на планинама Хеликон, Либетрија (у Беотији) и Либетрон (у Пијерији). Спомињале су се као судије у музичком надметању муза, са којима су биле блиско повезане и Пијерида. Можда су биле кћерке речног бога Термеса. Паусанија је навео имена две Либетриде; Либетријада и Петра.